# Friedrich Kluge
Friedrich Kluge (født 22. juni 1856 i Köln, død 21. maj 1926 i Freiburg im Breisgau) var en tysk sprogforsker. 
Kluge blev 1880 privatdocent i tysk og engelsk filologi ved Universitetet i Strasbourg, 1884 ekstraordinær og 1886 ordentlig professor i Jena, 1893 ordentlig professor i Freiburg i Baden. Af hans værker  kan fremhæves Nominale Stammbildungslehre der altgermanischen Dialekte (2. oplag 1899), afsnittene Geschichte der englischen Sprætte, Urgermanisch og Die Elemente des Gotischen (alle i Pauls Grundriss der germanischen Philologie, 2. udgave 1901, 3. udgave 1911—13), det populære sproghistoriske værk Von Luther bis Lessing (4. udgave 1904) og Deutsche Studentensprache (1895), Seemannssprache (1911), Rottwelschen Quellen und Wortschatz der Gaunersprache, I (1901). Årene 1901—14 udgav Kluge det fortrinlige tidsskrift Zeitschrift für deutsche Wortforschung, hvoraf der i alt udkom 15 bind. Størst berømmelse har Kluge vundet ved sin udmærkede Etymologisches Wörterbuch der deutschen Sprache (1. udgave 1882—83, 8. udgave 1915); Kluges etymologiske ordbog er ikke alene næsten blevet folkebog i Tyskland, men har også tjent som forbillede for lignende værker over andre sprog, for eksempel Falk og Torps Etymologisk Ordbog over det norske og det danske Sprog. Sammen med Frederick Lutz har Kluge udgivet det mindre, sproghistoriske glossar English Etymology (1898).